# Teodor Esse
Jan Teodor Esse (ur. w 1842 w Kaliszu, zm. 10 stycznia 1913 tamże) – polski dziennikarz i publicysta.
Był absolwentem Wyższej Szkoły Realnej w Kaliszu. Po ukończeniu studiów na Wydziale Matematycznym Szkoły Głównej w Warszawie powrócił do Kalisza. Współpracował z dziennikiem  „Kaliszanin” jako autor artykułów publicystycznych o tematyce moralnej, estetycznej, społecznej i gospodarczej. Zainicjował także powołanie Towarzystwa Kredytowego Miasta Kalisza.
W 1907 w domu Essego przy ul. Łaziennej w Kaliszu została otwarta Biblioteka i Czytelnia Publiczna im. Adama Mickiewicza, działająca przy Polskiej Macierzy Szkolnej.